# Ralph spacca Internet
Ralph spacca Internet (Ralph Breaks the Internet) è un film d'animazione in CGI del 2018 diretto da Rich Moore e Phil Johnston.
La pellicola, 57º Classico Disney, è il sequel del film del 2012 Ralph Spaccatutto, e vede Ralph immergersi nel mondo di internet, dove incontra le principesse Disney e altri celebri personaggi di universi cinematografici come Guerre stellari e Marvel.

## Trama
A 6 anni dal precedente film, il signor Litwak installa il Wi-Fi nella sua sala giochi, ma momentaneamente è inaccessibile ai personaggi dei videogiochi. Durante un match a Sugar Rush, Ralph scava una pista improvvisata per Vanellope, annoiata dalla sua routine, ma ciò fa sì che il gioco non risponda più ai comandi, e perciò la ragazzina intenta a giocare finisce per rompere accidentalmente il volante della console. Impossibilitato a comprare un costoso quanto raro ricambio su eBay, Litwak è costretto a scollegare Sugar Rush, sfrattandone i rispettivi personaggi.
Ralph decide allora di entrare in Internet tramite il router Wi-Fi per ottenere il nuovo volante su eBay, portando Vanellope con sé, ma una volta nel sito fraintendono il concetto di aggiudicarsi l'oggetto all'asta e finiscono per dover pagare una cifra esagerata onde evitare di perdere l'articolo nelle prossime 24 ore. I due si rivolgono quindi ad un pop-up di nome J.P. Spamley per guadagnare rapidamente dei soldi, ricevendo un lucroso lavoro di furto di una preziosa macchina appartenente a Shank, personaggio del videogioco online Slaughter Race.
Ralph e Vanellope entrano nel gioco rubando la macchina, ma dopo un rocambolesco inseguimento per le strade vengono fermati e costretti a restituirla. Shank però si complimenta con Vanellope per le sue doti di guida e mette il duo in contatto con SiSi in The Buzz Tube, dove Ralph decide di fare una serie di video virali che giocano contro le tendenze popolari per ottenere i soldi necessari per pagare il volante su eBay.
Mentre i video di Ralph diventano virali, un'eccitata Vanellope si unisce allo staff di SiSi nello spamming degli utenti con pubblicità pop-up. Ralph convince SiSi a mandare Vanellope al sito web della Disney chiamato Oh My Disney, dove incontra e fa amicizia con le Principesse Disney, incoraggiata da loro ad affrontare il suo senso di insoddisfazione esprimendolo con un'epifania musicale. Nel frattempo Ralph grazie ai video ha guadagnato abbastanza soldi per poter pagare il volante e chiama Vanellope per dirle di dirigersi a eBay; Vanellope tarda ad arrivare e Ralph le telefona una seconda volta, scoprendo poi che Vanellope vorrebbe rimanere a Slaughter Race perché lo preferirebbe a Sugar Rush.
Ferito, Ralph chiede a Spamley un modo di manomettere Slaughter Race in modo da far cambiare idea a Vanellope: Spamley porta Ralph a incontrare Doppia Faccia, la creatura della rete oscura, che gli dà Arthur, un virus instabile, che replica e diffonde in un gioco ogni difetto che trova. Quando Ralph scatena il virus in Slaughter Race, replica inaspettatamente il glitch di Vanellope attraverso tutto il gioco, innescando così un riavvio del server e costringendo Ralph a salvare Vanellope prima che il riavvio la cancelli dal gioco.
Ralph le confessa ciò che ha fatto e Vanellope, sentendosi tradita, rinnega furiosamente Ralph come il suo migliore amico gettando via il suo ciondolo portafortuna. Nel mentre Arthur scansiona Ralph e lo duplica creando un esteso "esercito" di Ralph con i suoi difetti di personalità, il virus inizia a danneggiare Internet su una dilagante ricerca di Vanellope. Fortunatamente il vero Ralph la trova per primo e insieme collaborano con SiSi per guidare i cloni in un distretto di software antivirus, ma i cloni si uniscono fino a formare un enorme Ralph che cattura Vanellope e la porta con sé in cima ad un palazzo.
Ralph si mette a combattere furiosamente contro il suo clone ma viene subito messo alle strette, vedendo Ralph in difficoltà Vanellope si arrende, ma Ralph, riluttante a questo, affronta i suoi cloni, dicendo loro che lui e Vanellope potranno anche separarsi, ma la loro amicizia non finirà mai. Con le sue insicurezze risolte, i cloni si disintegrano: Internet torna alla normalità e Ralph viene salvato da una caduta fatale dalle Principesse Disney.
Più tardi, Shank inserisce a Vanellope il crack per rigenerarsi in Slaughter Race, permettendole di rimanere, infine Ralph le dà metà della medaglia rotta ed entrambi si dicono addio in lacrime. Alla sala giochi Sugar Rush viene riparato col nuovo volante e ricollegato; nel frattempo Ralph fa i conti con l'assenza di Vanellope, mentre partecipa ad attività sociali e stringe nuove amicizie con altri personaggi degli altri videogiochi, rimanendo però in contatto con Vanellope attraverso le chat video.
In una scena durante i titoli di coda, Ralph e Vanellope si intromettono in un videogioco di una bambina, facendo ingozzare troppo un coniglietto fino a farlo esplodere, traumatizzandola.
Nella scena dopo i titoli di coda, una voce reclamizza un trailer esclusivo di Frozen 2, ma una volta aperto si vede Ralph cantare e ballare insieme a tutti gli altri personaggi del film, il brano Never Gonna Give You Up nello stesso modo del video musicale omonimo, ciò per simulare un rickroll.

## Produzione
Il budget del film è stato di 175 milioni di dollari.

## Colonna sonora
La realizzazione della colonna sonora del film è stata affidata al compositore britannico Henry Jackman. Fanno la loro comparsa anche brani di artisti internazionali quali Skrillex, AKB48, Owl City e Imagine Dragons, questi ultimi con il brano inedito Zero, composto appositamente per il film e presente nei titoli di coda.

## Promozione
Il teaser trailer del film viene diffuso il 28 febbraio 2018 in lingua originale e il 1º marzo successivo in italiano. Il 4 giugno viene distribuito il trailer esteso in lingua inglese, seguito il giorno dopo dalla versione italiana.

## Distribuzione
La pellicola è stata distribuita nelle sale cinematografiche statunitensi a partire dal 21 novembre 2018, anche in 3D e IMAX, mentre in Italia dal 1º gennaio 2019.

### Edizione italiana
L'edizione italiana del film è stata curata da Fiamma Izzo, direttrice del doppiaggio e anche autrice dei dialoghi insieme a Simona Izzo, con la supervisione artistica di Lavinia Fenu; il doppiaggio italiano, invece, venne eseguito dalla Pumais Due presso la SDI Media Italia.

## Accoglienza

### Incassi
Nel primo weekend di programmazione nelle sale statunitensi il film si posiziona al primo posto del botteghino con un incasso di 84,5 milioni di dollari.
La pellicola ha incassato 201091711 $ nel Nord America e 327812770 $ nel resto del mondo, per un totale di 528904481 $ in tutto il mondo.

### Critica
Sull'aggregatore Rotten Tomatoes il film riceve l'88% delle recensioni professionali positive, con un voto medio di 7,3 su 10 basato su 275 critiche, mentre su Metacritic ottiene un punteggio di 71 su 100 basato su 43 recensioni.

## Riconoscimenti
- 2019 - Premio Oscar[14]
  - Candidatura per il miglior film d'animazione
- 2019 - Golden Globe[15]
  - Candidatura per il miglior film d'animazione
- 2018 - San Diego Film Critics Society Awards[16]
  - Body of Work a John C. Reilly
  - Candidatura per il miglior film d'animazione
- 2019 - Annie Award[17][18]
  - Migliori effetti visivi in un film d'animazione
  - Candidatura per il miglior film d'animazione
  - Candidatura per la miglior animazione dei personaggi in un film d'animazione
  - Candidatura per il miglior design dei personaggi
  - Candidatura per la miglior regia in un film d'animazione a Rich Moore e Phil Johnston
  - Candidatura per la miglior musica
  - Candidatura per il miglior storyboard
  - Candidatura per la miglior voce in un film animato a Sarah Silverman
  - Candidatura per la miglior sceneggiatura in un film d'animazione a Phil Johnston e Pamela Ribon
  - Candidatura per il miglior montaggio a Jeremy Milton, Fabienne Rawley, Jesse Averna, John Wheeler, Pace Paulsen
- 2019 - Art Directors Guild Award[19]
  - Candidatura per i migliori costumi in un film d'animazione
- 2019 - Critics' Choice Awards[20]
  - Candidatura per il miglior film d'animazione
- 2019 - Nickelodeon Kids' Choice Awards[21]
  - Candidatura per il film d'animazione preferito dal pubblico
  - Candidatura per la voce femminile preferita dal pubblico in un film d'animazione a Gal Gadot
- 2019 - Producers Guild of America Awards[22]
  - Candidatura per il miglior film d'animazione a Clark Spencer
- 2019 - Satellite Award[23]
  - Candidatura per il miglior film d'animazione o a tecnica mista
- 2019 - Saturn Award[24]
  - Candidatura per il miglior film di animazione

## Spin-off
I registi Rich Moore e Phil Johnston hanno affermato che uno spin-off sulle Principesse Disney potrebbe essere realizzato a seconda della risposta del pubblico.